# Abinadab
Abinadab is de naam van vijf personen in de Bijbel:
1. Abinadab, een man uit Kirjat-Jearim wiens huis op de heuvel stond en die de Ark van God tijdelijk huisvestte (1 Sam 7; 2 Sam 6; 1 Kron 13)
2. Abinadab, de tweede zoon van Isaï en broer van de latere koning David die betrokken was bij een door Saul geleide slag tegen de Filistijnen waarbij Goliath werd verslagen (1 Sam 16-17; 1 Kron 2)
3. Abinadab, een van de zonen van koning Saul die samen met zijn vader sneuvelde in de Slag bij Gilboa (1 Sam 31; 1 Kron 8-10)
4. Abinadab, de vader van de zoon van Abinadab (Ben-Abinadab) (1 Kon 4:11)
5. Abinadab, de zoon van Iddo (de naam wordt in de Herziene Statenvertaling gespeld als Abinadab en in de Nieuwe Bijbelvertaling gespeld als Achinadab) (1 Kon 4:14)